# Tour du Rwanda 2023
Il Tour du Rwanda 2023, ventiseiesima edizione della corsa e valevole come prova dell'UCI Africa Tour 2023 categoria 2.1, si svolse in otto tappe dal 19 al 26 febbraio 2023, su un percorso di 1 129,9 km, con partenza e arrivo a Kigali, in Ruanda. La vittoria fu appannaggio dell'eritreo Henok Mulubrhan, il quale completò il percorso in 28h58'01", alla media di 36,183 km/h, precedendo l'italiano Walter Calzoni ed il belga William Junior Lecerf.
Sul traguardo di Kigali 60 ciclisti, su 99 partiti dalla medesima località, portarono a termine la competizione. 

## Tappe
| Tappa  | Data        | Percorso                                          | km     | Vincitore di tappa | Leader cl. generale   |
| ------ | ----------- | ------------------------------------------------- | ------ | ------------------ | --------------------- |
| 1ª     | 19 febbraio | Kigali (Kigali Golf Resort) > Rwamagana           | 115,6  | Ethan Vernon       | Ethan Vernon          |
| 2ª     | 20 febbraio | Kigali > Gisagara                                 | 132,9  | Ethan Vernon       | Ethan Vernon          |
| 3ª     | 21 febbraio | Huye > Musanze                                    | 199,5  | Henok Mulubrhan    | Henok Mulubrhan       |
| 4ª     | 22 febbraio | Musanze > Karongi                                 | 138,8  | Thomas Bonnet      | Thomas Bonnet         |
| 5ª     | 23 febbraio | Rusizi > Rubavu                                   | 195,5  | Callum Ormiston    | William Junior Lecerf |
| 6ª     | 24 febbraio | Rubavu > Gicumbi                                  | 157    | Matteo Badilatti   | William Junior Lecerf |
| 7ª     | 25 febbraio | Nyamata > Kigali (Monte Kigali)                   | 115,8  | Manuele Tarozzi    | Henok Mulubrhan       |
| 8ª     | 26 febbraio | Kigali (Canale Olympia) > Kigali (Canale Olympia) | 75,3   | Henok Mulubrhan    | Henok Mulubrhan       |
| Totale | Totale      | Totale                                            | 1129,9 |                    |                       |

## Squadre e corridori partecipanti
Alla competizione partecipano 19 squadre, con 5 corridori a squadra, per un totale di 95 corridori.
| N.    | Cod. | Squadra                           |
| ----- | ---- | --------------------------------- |
| 1-5   | IPT  | Israel-Premier Tech               |
| 11-15 | RWA  | Ruanda                            |
| 21-25 | ERI  | Eritrea                           |
| 31-35 | TEN  | TotalEnergies                     |
| 41-45 | TSG  | Terengganu Polygon Cycling Team   |
| 51-55 | SQD  | Soudal Quick-Step Devo Team       |
| 61-65 | BAI  | Bike Aid                          |
| 71-75 | Q36  | Q36.5 Pro Cycling Team            |
| 81-85 | GBF  | Green Project-BardianiCSF-Faizanè |
| 91-95 | EUS  | Euskaltel-Euskadi                 |

| N.      | Cod. | Squadra                      |
| ------- | ---- | ---------------------------- |
| 101-105 | CGC  | China Glory Continental CT   |
| 111-115 | GBR  | Gran Bretagna                |
| 121-125 | BEB  | Bolton Equities Black Spoke  |
| 131-135 | RSA  | Sudafrica                    |
| 141-145 | DEF  | EF Education-Nippo Dev. Team |
| 151-155 | TNN  | Team Novo Nordisk            |
| 161-165 |      |                              |
| 171-175 | TAT  | Tartu2024 Cycling Team       |
| 181-185 | MAR  | Marocco                      |
| 191-195 | MSR  | May Stars                    |

## Dettagli delle tappe

### 1ª tappa
- 19 febbraio: Kigali (Kigali Golf Resort) > Rwamagana – 115,6 km

Risultati
| Pos. | Corridore         | Squadra       | Tempo    |
| ---- | ----------------- | ------------- | -------- |
| 1    | Ethan Vernon      | Soudal Devo   | 2h45'52" |
| 2    | Émilien Jeannière | TotalEnergies | s.t.     |
| 3    | Henok Mulubrhan   | Gr. Project   | s.t.     |

| Pos. | Corridore         | Squadra       | Tempo    |
| ---- | ----------------- | ------------- | -------- |
| 1    | Ethan Vernon      | Soudal Devo   | 2h45'52" |
| 2    | Émilien Jeannière | TotalEnergies | s.t.     |
| 3    | Henok Mulubrhan   | Gr. Project   | s.t.     |

### 2ª tappa
- 20 febbraio: Kigali > Gisagara – 132,9 km

Risultati
| Pos. | Corridore       | Squadra     | Tempo    |
| ---- | --------------- | ----------- | -------- |
| 1    | Ethan Vernon    | Soudal Devo | 3h21'30" |
| 2    | Henok Mulubrhan | Gr. Project | s.t.     |
| 3    | Jeroen Meijers  | Terengganu  | s.t.     |

| Pos. | Corridore       | Squadra     | Tempo    |
| ---- | --------------- | ----------- | -------- |
| 1    | Ethan Vernon    | Soudal Devo | 6h07'22" |
| 2    | Henok Mulubrhan | Gr. Project | s.t.     |
| 3    | Jeroen Meijers  | Terengganu  | s.t.     |

### 3ª tappa
- 21 febbraio: Huye > Musanze – 199,5 km

Risultati
| Pos. | Corridore          | Squadra     | Tempo    |
| ---- | ------------------ | ----------- | -------- |
| 1    | Henok Mulubrhan    | Gr. Project | 5h13'37" |
| 2    | William Jr. Lecerf | Soudal Devo | s.t.     |
| 3    | Anatolij Budjak    | Terengganu  | a 2"     |

| Pos. | Corridore          | Squadra     | Tempo     |
| ---- | ------------------ | ----------- | --------- |
| 1    | Henok Mulubrhan    | Gr. Project | 11h20'59" |
| 2    | William Jr. Lecerf | Soudal Devo | s.t.      |
| 3    | Anatolij Budjak    | Terengganu  | a 2"      |

### 4ª tappa
- 22 febbraio: Musanze > Karongi – 138,8 km

Risultati
| Pos. | Corridore      | Squadra       | Tempo    |
| ---- | -------------- | ------------- | -------- |
| 1    | Thomas Bonnet  | TotalEnergies | 3h19'23" |
| 2    | Mark Stewart   | Bolton        | a 5"     |
| 3    | Mattéo Vercher | TotalEnergies | a 7"     |

| Pos. | Corridore          | Squadra       | Tempo     |
| ---- | ------------------ | ------------- | --------- |
| 1    | Thomas Bonnet      | TotalEnergies | 14h40'33" |
| 2    | Henok Mulubrhan    | Gr. Project   | a 20"     |
| 3    | William Jr. Lecerf | Soudal Devo   | s.t.      |

### 5ª tappa
- 23 febbraio: Rusizi > Rubavu – 195,5 km

Risultati
| Pos. | Corridore       | Squadra    | Tempo    |
| ---- | --------------- | ---------- | -------- |
| 1    | Callum Ormiston | Sudafrica  | 4h59'51" |
| 2    | Walter Calzoni  | Q36.5      | a 6"     |
| 3    | Metkel Eyob     | Terengganu | s.t.     |

| Pos. | Corridore          | Squadra       | Tempo     |
| ---- | ------------------ | ------------- | --------- |
| 1    | William Jr. Lecerf | Soudal Devo   | 19h40'50" |
| 2    | Anatolij Budjak    | Terengganu    | a 2"      |
| 3    | Mattéo Vercher     | TotalEnergies | a 3"      |

### 6ª tappa
- 24 febbraio: Rubavu > Gicumbi – 157 km

Risultati
| Pos. | Corridore        | Squadra   | Tempo    |
| ---- | ---------------- | --------- | -------- |
| 1    | Matteo Badilatti | Q36.5     | 4h11'05" |
| 2    | Walter Calzoni   | Q36.5     | a 10"    |
| 3    | Kent Main        | Sudafrica | a 12"    |

| Pos. | Corridore          | Squadra     | Tempo     |
| ---- | ------------------ | ----------- | --------- |
| 1    | William Jr. Lecerf | Soudal Devo | 23h52'09" |
| 2    | Anatolij Budjak    | Terengganu  | a 2"      |
| 3    | Walter Calzoni     | Q36.5       | a 7"      |

### 7ª tappa
- 25 febbraio: Nyamata > Kigali (Monte Kigali) – 115,8 km

Risultati
| Pos. | Corridore       | Squadra     | Tempo    |
| ---- | --------------- | ----------- | -------- |
| 1    | Manuele Tarozzi | Gr. Project | 2h58'53" |
| 2    | Mark Stewart    | Bolton      | a 32"    |
| 3    | Unai Iribar     | Euskaltel   | s.t.     |

| Pos. | Corridore          | Squadra     | Tempo     |
| ---- | ------------------ | ----------- | --------- |
| 1    | Henok Mulubrhan    | Gr. Project | 26h53'09" |
| 2    | Walter Calzoni     | Q36.5       | s.t.      |
| 3    | William Jr. Lecerf | Soudal Devo | a 1"      |

### 8ª tappa
- 26 febbraio: Kigali (Canale Olympia) > Kigali (Canale Olympia) – 75,3 km

Risultati
| Pos. | Corridore          | Squadra       | Tempo    |
| ---- | ------------------ | ------------- | -------- |
| 1    | Henok Mulubrhan    | Gr. Project   | 2h04'52" |
| 2    | Joseph Blackmore   | Gr. Bretagna  | s.t.     |
| 3    | Victor De La Parte | TotalEnergies | s.t.     |

| Pos. | Corridore          | Squadra     | Tempo     |
| ---- | ------------------ | ----------- | --------- |
| 1    | Henok Mulubrhan    | Gr. Project | 28h58'01" |
| 2    | Walter Calzoni     | Q36.5       | s.t.      |
| 3    | William Jr. Lecerf | Soudal Devo | a 1"      |

## Evoluzione delle classifiche
Le maglie del Tour du Rwanda
| Tappa             | Vincitore Maglia Rossa | Classifica generale Maglia gialla | Classifica scalatori Maglia arancione | Classifica giovani Maglia azzurra | Classifica sprinter Maglia blu | Classifica ciclisti africani Maglia verde | Classifica a squadre   |
| ----------------- | ---------------------- | --------------------------------- | ------------------------------------- | --------------------------------- | ------------------------------ | ----------------------------------------- | ---------------------- |
| 1ª                | Ethan Vernon           | Ethan Vernon                      | Jean Bosco Nsengimana                 | Ethan Vernon                      | James Fouché                   | Henok Mulubrhan                           | Tartu2024 Cycling Team |
| 2ª                | Ethan Vernon           | Ethan Vernon                      | Marc Pritzen                          | Ethan Vernon                      | James Fouché                   | Henok Mulubrhan                           | Terengganu Polygon CT  |
| 3ª                | Henok Mulubrhan        | Henok Mulubrhan                   | Marc Pritzen                          | William Junior Lecerf             | James Fouché                   | Henok Mulubrhan                           | Soudal Quick-Step DT   |
| 4ª                | Thomas Bonnet          | Thomas Bonnet                     | Marc Pritzen                          | William Junior Lecerf             | James Fouché                   | Henok Mulubrhan                           | TotalEnergies          |
| 5ª                | Callum Ormiston        | William Junior Lecerf             | Marc Pritzen                          | William Junior Lecerf             | James Fouché                   | Metkel Eyob                               | Euskaltel-Euskadi      |
| 6ª                | Matteo Badilatti       | William Junior Lecerf             | Marc Pritzen                          | William Junior Lecerf             | James Fouché                   | Metkel Eyob                               | Euskaltel-Euskadi      |
| 7ª                | Manuele Tarozzi        | Henok Mulubrhan                   | Marc Pritzen                          | Walter Calzoni                    | James Fouché                   | Henok Mulubrhan                           | Euskaltel-Euskadi      |
| 8ª                | Henok Mulubrhan        | Henok Mulubrhan                   | Marc Pritzen                          | Walter Calzoni                    | James Fouché                   | Henok Mulubrhan                           | Euskaltel-Euskadi      |
| Classifica finale | Classifica finale      | Henok Mulubrhan                   | Marc Pritzen                          | Walter Calzoni                    | James Fouché                   | Henok Mulubrhan                           | Euskaltel-Euskadi      |

Maglie indossate da altri ciclisti in caso di due o più maglie vinte
- Nella 2ª tappa Emilien Jeannière ha indossato la maglia rossa al posto di Ethan Vernon e Yoel Habteab ha indossato quella azzurra al posto di Ethan Vernon.
- Nella 3ª tappa Jeroen Meijers ha indossato la maglia rossa al posto di Ethan Vernon e Nadav Raisberg ha indossato quella azzurra al posto di Ethan Vernon..
- Nella 4ª tappa Anatolij Budjak ha indossato la maglia rossa al posto di Henok Mulubrhan e Dawit Yemane ha indossato quella verde al posto di Henok Mulubrhan.
- Nella 5ª tappa Mark Stewart ha indossato la maglia rossa al posto di Thomas Bonnet
- Nella 6ª tappa Mattéo Vercher ha indossato la maglia azzurra al posto di William Junior Lecerf.
- Nella 7ª tappa Walter Calzoni ha indossato la maglia azzurra al posto di William Junior Lecerf.
- Nell'8ª tappa Eric Muhoza ha indossato la maglia verde al posto di Henok Mulubrhan.

## Classifiche finali

### Classifica generale - Maglia gialla
| Pos. | Corridore          | Squadra       | Tempo     |
| ---- | ------------------ | ------------- | --------- |
| 1    | Henok Mulubrhan    | Gr. Project   | 28h58'01" |
| 2    | Walter Calzoni     | Q36.5         | s.t.      |
| 3    | William Jr. Lecerf | Soudal Dev.   | a 1"      |
| 4    | Víctor de la Parte | TotalEnergies | a 4"      |
| 5    | Kent Main          | Sudafrica     | a 33"     |
| 6    | Joseph Blackmore   | Gr. Bretagna  | a 39"     |
| 7    | Dawit Yemane       | Bike Aid      | a 59"     |
| 8    | Alex Tolio         | Gr. Project   | a 1'09"   |
| 9    | Péter Kusztor      | Novo Nordisk  | a 2'27"   |
| 10   | Mikel Bizkarra     | Euskaltel     | a 3'51"   |

### Classifica scalatori - Maglia arancione
| Pos. | Corridore        | Squadra     | Punti |
| ---- | ---------------- | ----------- | ----- |
| 1    | Marc Pritzen     | EF Dev.     | 111   |
| 2    | Aklilu Arefayne  | Eritrea     | 79    |
| 3    | Henok Mulubrhan  | Gr. Project | 48    |
| 4    | J.-B. Nsengimana | Ruanda      | 48    |
| 5    | Gil Gelders      | Soudal Dev. | 26    |

### Classifica giovani - Maglia azzurra
| Pos. | Corridore          | Squadra      | Tempo     |
| ---- | ------------------ | ------------ | --------- |
| 1    | Walter Calzoni     | Q36.5        | 28h58'01" |
| 2    | William Jr. Lecerf | Soudal Dev.  | a 1"      |
| 3    | Joseph Blackmore   | Gr. Bretagna | a 39"     |
| 4    | Alex Tolio         | Gr. Project  | a 1'09"   |
| 5    | Eric Muhoza        | Bike Aid     | a 8'30"   |

### Classifica sprinter - Maglia blu
| Pos. | Corridore        | Squadra       | Punti |
| ---- | ---------------- | ------------- | ----- |
| 1    | James Fouché     | Bolton        | 26    |
| 2    | Aklilu Arefayne  | Eritrea       | 17    |
| 3    | Thomas Bonnet    | TotalEnergies | 9     |
| 4    | Marc Pritzen     | EF Dev.       | 8     |
| 5    | J.-B. Nsengimana | Ruanda        | 7     |

### Classifica ciclisti africani - Maglia verde
| Pos. | Corridore       | Squadra     | Tempo     |
| ---- | --------------- | ----------- | --------- |
| 1    | Henok Mulubrhan | Gr. Project | 28h58'01" |
| 2    | Kent Main       | Sudafrica   | a 33"     |
| 3    | Dawit Yemane    | Bike Aid    | a 59"     |
| 4    | Mektel Eyob     | Terengganu  | a 5'46"   |
| 5    | Eric Muhoza     | Bike Aid    | a 8'30"   |

### Classifica a squadre
| Pos. | Squadra                         | Tempo     |
| ---- | ------------------------------- | --------- |
| 1    | Euskaltel-Euskadi               | 87h11'44" |
| 2    | Gr. Project-BardianiCSF-Faizanè | a 7'05"   |
| 3    | Bolton Equities Black Spoke     | a 12'18"  |
| 4    | TotalEnergies                   | a 31'27"  |
| 5    | Bike Aid                        | a 45'04"  |